# Американский тур UCI 2023
Американский тур UCI 2023 года — девятнадцатый сезон Американского тура UCI.
В течение сезона очки начисляются лучшим гонщикам по итогам многодневных и однодневных гонок, а также за места на этапах многодневок. Количество начисляемых очков зависит от категории гонки:
- Многодневные гонки: 2.1, и 2.2
- Однодневные гонки: 1.1 и 1.2

Также очки начисляются за места, занятые в гонках Национальных чемпионатов (категория NC)

## Календарь
Соревнования пройдут с ноября 2022 года по октябрь 2023 года.

| 12 – 19 ноя    | Вуэльта Эквадора               | 2.2 | Робинсон Чалапуд (Team Banco Guayaquil-Ecuador)             |
| 16 – 25 дек    | Вуэльта Коста-Рики             | 2.2 | Марко Суэска (Movistar-Best PC)                             |
| 6 – 8 янв      | Джиро дель Соль Сан-Хуана      | 2.2 | Максимилиано Наваррете (Gremios por el Deporte-Cutral Có)   |
| 15 – 22 янв    | Вуэльта Тачиры                 | 2.2 | Хосе Аларкон (Deportivo Táchira - Super Ahorro)             |
| 1 – 5 фев      | Вуэльта будущего Аргентины     | 2.2 | Мартин Видаурре                                             |
| 29 мар – 2 апр | Вуэльта Бантраб                | 2.2 | Оскар Севилья (Medellín-EPM)                                |
| 26 – 30 апр    | Тур Гилы                       | 2.2 | Алекс Хоэн                                                  |
| 4 – 7 май      | Вуэльта Катамарки              | 2.2 | Мигель Анхель Лопес (Medellín-EPM)                          |
| 18 – 21 май    | Многодневная гонка Джо Мартина | 2.2 | Райли Шиэн (Denver Disruptors)                              |
| 14 – 18 июн    | Тур Боса                       | 2.2 | Luke Valenti (Team Ecoflo Chronos)                          |
| 16 – 25 июн    | Вуэльта Колумбии               | 2.2 | Родриго Контрерас (Colombia Potencia de la Vida-GW Shimano) |
| 19 – 23 июл    | Вуэльта Чили                   | 2.2 | отменено                                                    |
| 12 авг         | Гран-при Гватемалы             | 1.2 | Робигзон Ойола (Medellín-EPM)                               |
| 13 авг         | Гран-при Чапина                | 1.2 | Javier Jamaica (Medellín-EPM)                               |
| 19 – 20 авг    | Сабвей 3-Стейдж Рейс           | 2.2 | отменено                                                    |
| 23 – 27 авг    | Тур ду Рио                     | 2.2 | отменено                                                    |
| 25 – 30 сен    | Вуэльта Эквадора               | 2.2 | Робинсон Чалапуд (Team Banco Guayaquil)                     |